# Symeprewir
Symeprewir (łac. simeprevirum) –  wielofunkcyjny makrocykliczny organiczny związek chemiczny stosowany jako inhibitor proteazy serynowej w leczeniu wirusowego zapalenia wątroby typu C w skojarzeniu z innymi lekami przeciwwirusowymi.

## Mechanizm działania
Poprzez wybiórczne i odwracalne blokowanie miejsca aktywnego proteazy serynowej NS3/4A zakłóca hydrolizę poliproteiny wirusa zapalenia wątroby typu C, co uniemożliwia jego replikację. 

## Zastosowanie
- przewlekłe wirusowe zapalenie wątroby typu C u dorosłych w skojarzeniu z innymi lekami przeciwwirusowymi[5]

Znajduje się na wzorcowej liście podstawowych leków Światowej Organizacji Zdrowia (WHO Model Lists of Essential Medicines) (2017).
Jest dopuszczony do obrotu w Polsce (2018).

## Działania niepożądane
Nie są znane działania uboczne symeprewiru w monoterapii,  natomiast jego działaniami ubocznymi w terapii skojarzonej z rybawiryną, z rybawiryną i sofosbuwirem oraz z rybawiryną i peginterferonem α występującymi u ponad 5% pacjentów były nudności, wysypka, świąd, duszność, zaparcie, reakcje fotoalergiczne i zwiększenie stężenia bilirubiny w osoczu.